# Le Dernier Acte
Le Dernier Acte (titre original : A Frolic of His Own, un batifolage à lui) est un roman américain de William Gaddis publié aux États-Unis en 1994 et lauréat du National Book Award en 1994. Traduit de l'américain par Marc Cholodenko, il est publié en France en 1998 aux éditions Plon.

## Vue d'ensemble
Oscar L. Crease, professeur assistant d'histoire américaine en université, a quelques ennuis, à New York, en 1990.
En faisant démarrer sa propre voiture en court-circuitant l'allumage, il a été renversé et se retrouve à l'hôpital. Soucieux des frais médicaux, et de la perte probable de ses revenus, il cherche à incriminer le constructeur automobile.
Harry Lutz, avocat d'affaires (sur une grosse affaire opposant l'Église épiscopalienne des États-Unis et Pepsi Cola), mari de Christina, demi-sœur d'Oscar, ne tient pas à s'engager trop avant dans une autre procédure juridique.
Enfin, et surtout, vient de sortir un film à grand budget, dont le scénario serait un plagiat de sa propre pièce de théâtre, Un jour, à Antietam (1977), sur un épisode problématique de la vie de son grand-père, juge, lors de la Guerre de Sécession.
Mais cette pièce n'a encore été ni jouée ni publiée, et il n'est pas sûr que Constantin Livingston Kiesler, le producteur-réalisateur du film Du sang sur le drapeau (qu'Oscar n'a pas encore vu), ait eu connaissance du texte d'Oscar Crease.
Il n'empêche que M. Harold Basie, d'un cabinet d'avocat recommandé, est chargé d'envisager une action d'envergure.
Oscar, encore hospitalisé, reçoit l'avis juridique préparé par son père, juge de circonscription, âgé de 97 ans, concernant l'affaire Szyrk contre le village de Tatamount : un petit chien s'est fait piéger par une sculpture monumentale en acier, Cyclone Sept, créée par M. Szyrk sur le domaine public, et sa libération passe par une destruction partielle de la sculpture, ce à quoi l'artiste fait opposition.
De retour à son domicile, entre lit médicalisé et fauteuil roulant, Oscar finit par retrouver le texte de sa pièce, qu'il fait lire à Christina puis à un groupe d'étudiants.
La maison familiale est en partie gérée par la domestique Ilse, visitée par Lily, sa petite amie (en procès de divorce, qui vient de se faire voler son portefeuille en descendant de bus ou de tramway, et se retrouve interdite de chéquier), et Christina, malgré tout. La grande maison, bien placée, mais mal entretenue, attire promoteurs et assureurs...

## Réception
Les recensions francophones sont rares et elliptiques : Oscar et les plaideurs, Justice pour Gaddis.
L'essentiel du texte est composé de dialogues, décousus et tendus, entre les différents personnages, sans précision de contexte, d'émetteur ni souvent de destinataire, sans parties ni chapitres.
Une partie relève ainsi de courants de conscience (et visuels et parfois télévisuels) : le courroux des corbeaux là-bas en bas de la pelouse où elle regarda par-dessus les herbes brunes bougeant le long de la ligne de surface de l'étang regorgeant d'un froid qui semblait remonter jusqu'ici dans la pièce les envelopper chacun dans un manteau glacé de silence saccagé par le fracas de tout ce qui avait précédé d'autant plus intense dans cette impuissante rétrospection d'isolement où leurs mots se tamponnaient, se carambolaient, rebondissaient contre ces limites perdues de confusion répondant au tumulte courant d'oies du Canada en formations déchiquetées par le vent contre le gris vierge du ciel au-dessus de l'étang .
Le tout est entrecoupé d'extraits de textes judiciaires et actes judiciaires, de parties de la pièce de théâtre, évoquant et suscitant également des questions juridiques, et de bribes de communications téléphoniques.
L'auteur reçoit pour la deuxième fois le National Book Award pour la fiction, en 1994 : le livre est une satire de pans entiers du système judiciaire américain, et de la judiciarisation de la vie courante aux États-Unis, parfois à la façon des Marx Brothers, ce besoin plutôt désespéré d'être pris au sérieux.
Les références américaines manquent au lecteur européen (francophone), ainsi que la traduction (ou l'adaptation) de nombreux jeux de mots.

## Éditions
- Le Dernier Acte, Paris, Plon, 15 janvier 1998, 509 pages  (ISBN 978-2-25918-112-9)
- Le Dernier Acte, Paris, Plon, collection Feux croisés, novembre 2013, 680 pages  (ISBN 978-2-259-213-22-6)